# Up to the Mountain
"Up to the Mountain" es una canción folclórica contemporánea escrita por Patty Griffin. La canción toca las emociones que rodean el famoso discurso  de Martin Luther King Jr. en 1968 "He estado en la cima de la montaña", pronunciado el día antes de su asesinato en Memphis, Tennessee. Grabada originalmente por Solomon Burke en 2006 y por la propia Griffin en 2007, ha encontrado mayor prominencia en las actuaciones y grabaciones realizadas desde entonces por Kelly Clarkson y Jeff Beck, Susan Boyle, Crystal Bowersox y Kree Harrison. 

## Patty Griffin original y grabación de Solomon Burke
La canción ha sido descrita como "gospely"  o "folkie espiritual". Al escribir sobre King, Griffin siguió a otros compositores, como U2 con "Pride (In the Name of Love) " y "MLK ", James Taylor con "Shed a Little Light" y Stevie Wonder, cuya canción " Happy Birthday " sobre King brindó un impulso para que se celebrara la fiesta nacional del Día de Martin Luther King Jr.  La interpretación de Griffin sobre King utiliza imágenes visuales y naturalistas para describir varios estados de ánimo expresados en el discurso, pero con una generalidad que podría extenderse también a otros contextos: 
Algunos días miro hacia abajo
Miedo de caer
Y aunque el sol brille. . .
No veo nada en absoluto.
"Up to the Mountain" apareció por primera vez en público durante las apariciones en concierto de Griffin en la primavera de 2005; la ha interpretado tanto con su propio acompañamiento de guitarra acústica como con la guitarra eléctrica de un miembro de la banda. Basada en una maqueta aproximada, fue sugerida y seleccionada por el artista de soul Solomon Burke (que había conocido a King) para grabarlq en su álbum Nashville de septiembre de 2006. Griffin participó en la grabación, cantando una parte de reserva; más tarde dijo: "Creo que la cantó diez veces, y pude notar cuando sus escalofríos de toma de posesión vinieron a mis brazos".
Griffin la grabó ella misma oficialmente en una lenta interpretación construida alrededor del piano de Ian McLagan, con una sección de cuerdas que la acompañaba, que apareció en su álbum Children Running Through de febrero de 2007. Fue elogiada por la revista Slant por ser "reverente e inspirada sin llegar a ser exagerada o pesada", mientras que una crítica de la BBC dijo que tenía "una sensación de grandeza cinematográfica". Thom Jurek de Allmusic declaró que Griffin "lleva la inspiración de [King] en el grano de su voz" y elogió su canto respetuoso y sin pretensiones.  

## Actuación de Kelly Clarkson
| "Up to the Mountain"                                                     | "Up to the Mountain" |
| ------------------------------------------------------------------------ | -------------------- |
| Sencillo promocional por Kelly Clarkson con la colaboración de Jeff Beck |                      |
| Lanzada                                                                  | 26 de abril de 2007  |
| Grabada                                                                  | 2007                 |
| Género                                                                   | Pop                  |
| Duración                                                                 | 3:32                 |
| Discográfica                                                             | RCA Records/19       |
| Compositor                                                               | Patty Griffin        |

"Up to the Mountain" ganó visibilidad a través de una interpretación en vivo de Kelly Clarkson, con la guitarra eléctrica entrelazada de Jeff Beck, en un episodio benéfico del 25 de abril de 2007 de la sexta temporada de American Idol, titulado 'Idol Gives Back'. El evento estuvo dedicado a la disminución de la pobreza en África y en las áreas relacionadas con el huracán Katrina en los Estados Unidos. Este evento se produjo en medio de la lucha artística de Clarkson con su compañía discográfica y su dirección; querían que promocionara su nuevo sencillo "Never Again", mientras que ella pensaba que hacerlo en un evento de caridad sería "más que vulgar". Clarkson, un admirador declarado de Griffin eligió "Up to the Mountain". El público ovacionó de pie la canción y la actuación; Beck dijo posteriormente: «Tiene esta voz de alma completamente desarrollada que no esperaba. Me conmocionó. Fue bastante fascinante de escuchar. En un momento dado, el público comenzó a ponerse de pie. Los había conmovido». El juez de Idol Simon Cowell dijo que la actuación fue la mejor del show.  
Una grabación en vivo de la actuación de Clarkson-Beck se puso a disposición para su descarga en iTunes poco después de ser transmitida por televisión y "Up To The Mountain" entró en elBillboard Hot 100, debutando en el número 56. Esto se convirtió en la colocación más alta en las listas de éxitos de una canción de Griffin. Clarkson agregó la canción a la lista de canciones de su gira My December de 2007, y la cantó junto con Reba McEntire en la gira 2 Worlds 2 Voices de la pareja en 2008. 
La canción también se incluyó en el álbum debut de la cantante escocesa Susan Boyle en noviembre de 2009, I Dreamed a Dream, que se convirtió en el álbum más vendido en el mundo para ese año. Ella comentó acerca de su elección de la canción: «Tranquilidad, amor y la capacidad de seguir adelante sin importar qué "hondas y flechas de escandalosa fortuna" te arroje la vida... Dios es nuestra luz».

### Gráfico
| Gráfico (2007)       | Posición |
| -------------------- | -------- |
| US Billboard Hot 100 | 56       |

## Versión de Crystal Bowersox
| "Up to the Mountain"                                   | "Up to the Mountain" |
| ------------------------------------------------------ | -------------------- |
| Sencillo por Crystal Bowersox                          |                      |
| Lanzada                                                | 18 de mayo de 2010   |
| Grabada                                                | 2010                 |
| Género                                                 | Rock alternativo     |
| Duración                                               | 3:53                 |
| Discográfica                                           | 19 Recordings        |
| Compositor                                             | Patty Griffin        |
| Cronología de sencillos de Crystal Bowersox            |                      |
| "Up to the Mountain" "Farmer's Daughter" (2010) (2010) |                      |

La visibilidad de la canción Idol continuó en mayo de 2010, cuando Crystal Bowersox la interpretó como su potencial "canción de coronación" en la ronda final de la novena temporada de American Idol . Su interpretación de "Up to the Mountain" fue muy bien recibida, tanto en el programa como por el juez Randy Jackson que la caracterizó como "una canción increíble de un cantante increíble" y Cowell dijo "que fue, con mucho, la mejor actuación y la canción de la noche" - y fuera de MTV dijo que mostró una conexión inconfundible con la letra, mientras que The Boston Globe dijo que su interpretación de esta "gran canción" fue el verdadero punto culminante de la noche.   
Después de que Bowersox terminara como subcampeón de Lee DeWyze, su grabación de "Up to the Mountain" se lanzó como single el 28 de mayo de 2010.

### Rendimiento gráfico
| Gráfico (2010)            | Posición |
| ------------------------- | -------- |
| Canadá (Canadian Hot 100) | 47       |
| US Billboard Hot 100      | 57       |